# Grünhof (Fremdingen)
Grünhof ist ein Ortsteil der Gemeinde Fremdingen im bayerisch-schwäbischen Landkreis Donau-Ries.

## Lage
Die Einöde liegt auf einem Südhang zwischen Speck- und Ochsenwald. Eine Gemeindestraße führt, die B 25 querend, ins 2,3 km östlich gelegene Fremdingen. Südlich grenzt der vom Hofweihergraben durchflossene Hofweiher an. An diesen schließt sich westlich ein Feuchtgebiet mit vielen seltenen Tier- und Pflanzenarten an.

## Geschichte
Der Name des Ortes stammt vermutlich von den ihn umgebenden Wiesen.
In der Nähe des Hofes stieß man auf Spuren aus dem Neolithikum und der römischen Kaiserzeit. 
Mit dem Verkauf der Herrschaft Hochaltingen kam das Gut an die Freiherren von Welden, die es 1764 an die Fürsten von Oettingen-Spielberg verkauften. Im Jahre 1956 kam es in Privatbesitz.